# Music City Grand Prix 2024

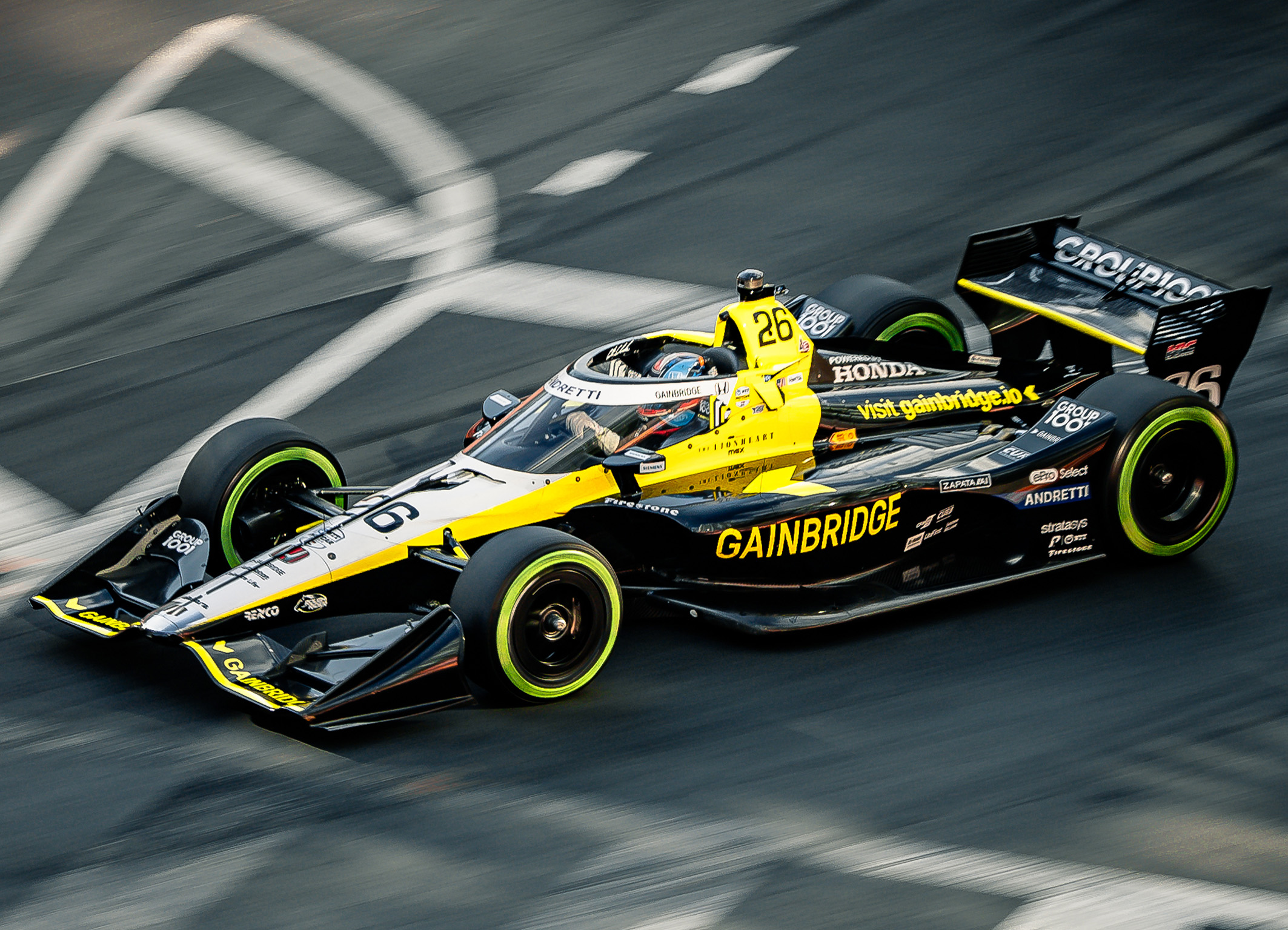
Sieger Colton Herta im Auto vom Team Andretti Global

Der Big Machine Music City Grand Prix 2024 auf dem Kurs Nashville Superspeedway fand am 15. September 2024 statt und ging über eine Distanz von 206 Runden à 2,145 km. Es war der 17. und letzte Lauf zur IndyCar Series 2024.

## Hintergrund
Durch den Bau des neuen Nissan-Stadions, für den die Boxengasse und Teile des Straßenkurses von Nashville entfernt wurden, konnte sich Rennveranstalter Scott Borchetta mit Marcus Smith, dem Eigentümer des Nashville Superspeedway über Speedway Motorsports Inc., auf einen Vertrag einigen, der vorsah, das Rennen in Lebanon abzuhalten, 65 km südöstlich der Innenstadt von Nashville. Smith ist Eigentümer des Nashville Superspeedway (Speedway Motorsports Inc.), dem zahlreiche Rennstrecken gehören, auf denen in der Vergangenheit IndyCar-Rennen ausgetragen wurden (Texas Motor Speedway, Sonoma Raceway und andere).

## Bericht
Das Titelduell zwischen Will Power (Team Penske) und Alex Palou (Chip Ganassi Racing) entschied sich bereits nach 13 Rennrunden. Power sprang beim Sicherheitsgurt das Schloss auf und er musste zur Box fahren. Das Problem konnte zwar gelöst werden, doch Power verlor fünf Runden. Wegen Motorenwechsels nach dem Qualifying bekam Palou eine Gridstrafe und startete nur von der 24. Position aus. Als Power an die Boxen kam wegen des Missgeschicks mit dem Sicherheitsgurt, lag Palou bereits in den ersten zehn Plätzen. Vorne kämpften vorerst der aus der Pole-Position gestartete Kyle Kirkwood (Andretti Global) und Josef Newgarden (Team Penske). Als Felix Rosenqvist (Meyer Shank Racing) die erste von drei Gelbphasen auslöste, nachdem er wegen eines Reifenschadens rechts vorne in die Mauer bei Kurve zwei schlug, übernahm Newgarden die Führung von Kirkwood. In der zweiten Gelbphase, ausgelöst von Katherine Legge (Dale Coyne Racing) nach einem Unfall, blieb Alexander Rossi (Arrow McLaren) auf der Strecke. Die meisten Fahrer fuhren zum Boxenstopp, Rossi übernahm die Führung vor Teamkollege Pato O’Ward, der ebenfalls auf den Stopp unter Gelb verzichtete. Nach weiteren 30 Runden kam auch Rossi zum Boxenstopp unter Grün, die Führung übernahm wieder Newgarden. Nach einem Mauerkontakt von Marcus Ericsson (Andretti Global) kam es zur dritten Gelbphase. Beim Restart fiel der Führende Newgarden auf den vierten Rang zurück. David Malukas (Meyer Shank Racing) und Colton Herta (Andretti Global) übernahmen die Führung, da O’Ward seinen letzten Boxenstopp einlegte. Herta machte seinen letzten Boxenstopp später und kam kurz hinter O’Ward wieder auf die Strecke zurück. Fünf Runden vor Schluss überholte Herta seinen Konkurrenten und gab die Führung nicht mehr ab bis ins Ziel. Mit diesem Sieg sicherte sich Herta die Vize-Meisterschaft hinter Palou, der seinen dritten IndyCar-Titel feiern konnte.

## Meldeliste
| Startnummer | Fahrer              | Team                             | Motor     |
| ----------- | ------------------- | -------------------------------- | --------- |
| 14          | Santino Ferrucci    | A. J. Foyt Racing                | Chevrolet |
| 41          | Sting Ray Robb      | A. J. Foyt Racing                | Chevrolet |
| 26          | Colton Herta        | Andretti Global / Curb-Agajanian | Honda     |
| 27          | Kyle Kirkwood       | Andretti Global                  | Honda     |
| 28          | Marcus Ericsson     | Andretti Global                  | Honda     |
| 5           | Pato O’Ward         | Arrow McLaren                    | Chevrolet |
| 6           | Nolan Siegel        | Arrow McLaren                    | Chevrolet |
| 7           | Alexander Rossi     | Arrow McLaren                    | Chevrolet |
| 4           | Kyffin Simpson      | Chip Ganassi Racing              | Honda     |
| 8           | Linus Lundqvist     | Chip Ganassi Racing              | Honda     |
| 9           | Scott Dixon         | Chip Ganassi Racing              | Honda     |
| 10          | Alex Palou          | Chip Ganassi Racing              | Honda     |
| 11          | Marcus Armstrong    | Chip Ganassi Racing              | Honda     |
| 18          | Jack Harvey         | Dale Coyne Racing                | Honda     |
| 51          | Katherine Legge     | Dale Coyne Racing                | Honda     |
| 20          | Christian Rasmussen | Ed Carpenter Racing              | Chevrolet |
| 21          | Rinus VeeKay        | Ed Carpenter Racing              | Chevrolet |
| 77          | Romain Grosjean     | Juncos Hollinger Racing          | Chevrolet |
| 78          | Conor Daly          | Juncos Hollinger Racing          | Chevrolet |
| 60          | Felix Rosenqvist    | Meyer Shank Racing               | Honda     |
| 66          | David Malukas       | Meyer Shank Racing               | Honda     |
| 15          | Graham Rahal        | Rahal Letterman Lanigan Racing   | Honda     |
| 30          | Pietro Fittipaldi   | Rahal Letterman Lanigan Racing   | Honda     |
| 45          | Christian Lundgaard | Rahal Letterman Lanigan Racing   | Honda     |
| 2           | Josef Newgarden     | Team Penske                      | Chevrolet |
| 3           | Scott McLaughlin    | Team Penske                      | Chevrolet |
| 12          | Will Power          | Team Penske                      | Chevrolet |

## Klassifikationen

### Freies Training 1
| Pos. | Nr. | Fahrer       | Team                | Motor | Zeit      |
| ---- | --- | ------------ | ------------------- | ----- | --------- |
| 1    | 10  | Alex Palou   | Chip Ganassi Racing | Honda | 0:23.9565 |
| 2    | 9   | Scott Dixon  | Chip Ganassi Racing | Honda | 0:23.9583 |
| 3    | 26  | Colton Herta | Andretti Global     | Honda | 0:23.1633 |

### Freies Training 2
| Pos. | Nr. | Fahrer        | Team                | Motor | Zeit      |
| ---- | --- | ------------- | ------------------- | ----- | --------- |
| 1    | 9   | Scott Dixon   | Chip Ganassi Racing | Honda | 0:24.4759 |
| 2    | 66  | David Malukas | Chip Ganassi Racing | Honda | 0:24.6694 |
| 3    | 26  | Colton Herta  | Andretti Global     | Honda | 0:24.6958 |

### Qualifying
| Pos. | Nr. | Fahrer              | Team                           | Rd. 1   | Rd. 2   | Zeit (Sek.) | Ø mph   |
| ---- | --- | ------------------- | ------------------------------ | ------- | ------- | ----------- | ------- |
| 1    | 27  | Kyle Kirkwood       | Andretti Global                | 23.7487 | 23.7702 | 0:47.5189   | 201.520 |
| 2    | 2   | Josef Newgarden     | Team Penske                    | 23.7518 | 23.8066 | 0:47.5584   | 201.352 |
| 3    | 60  | Felix Rosenqvist    | Meyer Shank Racing             | 23.8360 | 23.8828 | 0:47.7188   | 200.676 |
| 4    | 12  | Will Power          | Team Penske                    | 23.8372 | 23.8929 | 0:47.7301   | 200.628 |
| 5    | 14  | Santino Ferrucci    | A. J. Foyt Racing              | 23.8550 | 23.9062 | 0:47.7612   | 200.497 |
| 6    | 66  | David Malukas       | Meyer Shank Racing             | 23.8596 | 23.9061 | 0:47.7657   | 200.479 |
| 7    | 78  | Conor Daly          | Juncos Hollinger Racing        | 23.8745 | 23.9117 | 0:47.7862   | 200.393 |
| 8    | 5   | Pato O’Ward         | Arrow McLaren                  | 23.8392 | 23.9705 | 0:47.8097   | 200.294 |
| 9    | 3   | Scott McLaughlin    | Team Penske                    | 23.9057 | 23.9193 | 0:47.8250   | 200.230 |
| 10   | 8   | Linus Lundqvist     | Chip Ganassi Racing            | 23.8819 | 23.9567 | 0:47.8386   | 200.173 |
| 11   | 26  | Colton Herta        | Andretti Global                | 23.9008 | 23.9543 | 0:47.8551   | 200.104 |
| 12   | 21  | Rinus VeeKay        | Ed Carpenter Racing            | 23.9679 | 23.9809 | 0:47.9488   | 199.713 |
| 13   | 9   | Scott Dixon         | Chip Ganassi Racing            | 23.9694 | 23.9985 | 0:47.9679   | 199.634 |
| 14   | 11  | Marcus Armstrong    | Chip Ganassi Racing            | 23.9441 | 24.0337 | 0:47.9778   | 199.592 |
| 15   | 10  | Alex Palou          | Chip Ganassi Racing            | 23.8800 | 24.1124 | 0:47.9924   | 199.532 |
| 16   | 77  | Romain Grosjean     | Juncos Hollinger Racing        | 23.9928 | 24.0141 | 0:48.0069   | 199.471 |
| 17   | 20  | Christian Rasmussen | Ed Carpenter Racing            | 24.0293 | 24.0560 | 0:48.0853   | 199.146 |
| 18   | 28  | Marcus Ericsson     | Andretti Global                | 24.0914 | 24.0541 | 0:48.1455   | 198.897 |
| 19   | 30  | Pietro Fittipaldi   | Rahal Letterman Lanigan Racing | 24.0633 | 24.0852 | 0:48.1485   | 198.885 |
| 20   | 7   | Alexander Rossi     | Arrow McLaren                  | 24.1128 | 24.2361 | 0:48.3489   | 198.060 |
| 21   | 4   | Kyffin Simpson      | Chip Ganassi Racing            | 24.3394 | 24.1915 | 0:48.5309   | 197.318 |
| 22   | 15  | Graham Rahal        | Rahal Letterman Lanigan Racing | 24.3788 | 24.4241 | 0:48.8029   | 196.218 |
| 23   | 18  | Jack Harvey         | Dale Coyne Racing              | 24.5266 | 24.4538 | 0:48.9804   | 195.507 |
| 24   | 45  | Christian Lundgaard | Rahal Letterman Lanigan Racing | 24.4946 | 24.4952 | 0:48.9898   | 195.469 |
| 25   | 51  | Katherine Legge     | Dale Coyne Racing              | 24.9094 | 24.6864 | 0:49.5958   | 193.081 |
| 26   | 41  | Sting Ray Robb      | A. J. Foyt Racing              |         |         | keine Zeit  |         |
| 27   | 6   | Nolan Siegel        | Arrow McLaren                  |         |         | keine Zeit  |         |

### Endergebnis
| Pos. | Nr. | Fahrer                  | Rd. | Zeit/Rückstand                 | Boxenstopps | Führungsrunden | Punkte |
| ---- | --- | ----------------------- | --- | ------------------------------ | ----------- | -------------- | ------ |
| 1    | 26  | Colton Herta            | 206 | 01:43:15.2534 Std. 159,207 mph | 4           | 24             | 51     |
| 2    | 5   | Pato O’Ward             | 206 | 1.8106 Sek.                    | 4           | 21             | 41     |
| 3    | 2   | Josef Newgarden         | 206 | 1.9611                         | 4           | 54             | 36     |
| 4    | 27  | Kyle Kirkwood           | 206 | 4.7175                         | 3           | 67             | 36     |
| 5    | 3   | Scott McLaughlin        | 206 | 7.7837                         | 4           |                | 30     |
| 6    | 14  | Santino Ferrucci        | 206 | 9.2336                         | 4           |                | 28     |
| 7    | 11  | Marcus Armstrong        | 206 | 14.3870                        | 3           |                | 26     |
| 8    | 8   | Linus Lundqvist (R)     | 206 | 14.6519                        | 4           |                | 24     |
| 9    | 66  | David Malukas           | 206 | 15.2726                        | 3           | 8              | 23     |
| 10   | 78  | Conor Daly              | 205 | 1 Rd.                          | 3           |                | 20     |
| 11   | 10  | Alex Palou              | 205 | 1 Rd.                          | 4           |                | 19     |
| 12   | 21  | Rinus VeeKay            | 205 | 1 Rd.                          | 4           |                | 18     |
| 13   | 18  | Jack Harvey             | 205 | 1 Rd.                          | 3           |                | 17     |
| 14   | 20  | Christian Rasmussen (R) | 205 | 1 Rd.                          | 3           |                | 16     |
| 15   | 7   | Alexander Rossi         | 205 | 1 Rd.                          | 4           | 32             | 16     |
| 16   | 77  | Romain Grosjean         | 204 | 2 Rd.                          | 4           |                | 14     |
| 17   | 9   | Scott Dixon             | 204 | 2 Rd.                          | 3           |                | 13     |
| 18   | 6   | Nolan Siegel (R)        | 204 | 2 Rd.                          | 4           |                | 12     |
| 19   | 45  | Christian Lundgaard     | 204 | 2 Rd.                          | 4           |                | 11     |
| 20   | 41  | Sting Ray Robb          | 204 | 2 Rd.                          | 3           |                | 10     |
| 21   | 30  | Pietro Fittipaldi       | 204 | 2 Rd.                          | 5           |                | 9      |
| 22   | 4   | Kyffin Simpson (R)      | 202 | 4 Rd.                          | 5           |                | 8      |
| 23   | 15  | Graham Rahal            | 202 | 4 Rd.                          | 4           |                | 7      |
| 24   | 12  | Will Power              | 198 | 8 Rd.                          | 6           |                | 6      |
| 25   | 28  | Marcus Ericsson         | 137 | 69 Rd. (Unfall)                | 3           |                | 5      |
| 26   | 51  | Katherine Legge         | 85  | 121 Rd. (Unfall)               | 2           |                | 5      |
| 27   | 60  | Felix Rosenqvist        | 55  | 151 Rd. (Unfall)               | 0           |                | 5      |

(R)=Rookie / 3 Gelbphasen für insgesamt 31 Rd. / alle Starter auf Firestone-Reifen